# Orvilliers
Orvilliers település Franciaországban, Yvelines megyében. Lakosainak száma 935 fő (2022. január 1.). Orvilliers Civry-la-Forêt, Mulcent, Prunay-le-Temple és Richebourg községekkel határos.

## Népesség
A település népességének változása:
| Lakosok száma | 741  | 781  | 836  | 876  | 924  | 927  | 938  | 946  | 935  |
|               | 2013 | 2015 | 2016 | 2017 | 2018 | 2019 | 2020 | 2021 | 2022 |